# Seelbach (Altenkirchen járás)
Seelbach település Németországban, Rajna-vidék-Pfalz tartományban. Lakosainak száma 272 fő (2023. december 31.).

## Népesség
A település népességének változása:
| Lakosok száma | 356  | 301  | 303  | 275  | 281  | 272  |
|               | 1975 | 2017 | 2019 | 2021 | 2022 | 2023 |